# Championnat de France d'Élite féminine de volley-ball
Le Championnat de France d'Élite féminine (DEF) est la deuxième division féminine du volley-ball français, il a été créé en 2010 entre la Ligue A et la Nationale 1. À l'issue de la saison 2012/2013, la division a fusionné avec la Nationale 1 pour former le championnat d'Élite féminine.

## Palmarès
| Année | Champion                                                 | Vice-champion                                            | 3e                                                       |
| ----- | -------------------------------------------------------- | -------------------------------------------------------- | -------------------------------------------------------- |
| 2011  | Terville-Florange OC                                     | Hainaut Volley                                           | VB Tulle-Naves                                           |
| 2012  | Stade Français-Saint-Cloud                               | Albi Volley                                              | Quimper Volley 29                                        |
| 2013  | Terville-Florange OC (2)                                 | Quimper Volley 29                                        | Vandœuvre NVB                                            |
| 2014  | Vannes VB                                                | AS Saint-Raphaël                                         | Vandœuvre NVB                                            |
| 2015  | Vandœuvre NVB                                            | VBC Chamalières                                          | Quimper Volley 29                                        |
| 2016  | Quimper Volley 29                                        | Évreux VB                                                | Amiens-Longueau MVB                                      |
| 2017  | VBC Chamalières                                          | CSM Clamart                                              | SES Calais                                               |
| 2018  | VB Marcq-en-Barœul                                       | MO Mougins                                               | Terville-Florange OC                                     |
| 2019  | Terville-Florange OC (3)                                 | Istres OPVB                                              | CSM Clamart                                              |
| 2020  | Compétition annulée en raison de la pandémie de Covid-19 | Compétition annulée en raison de la pandémie de Covid-19 | Compétition annulée en raison de la pandémie de Covid-19 |
| 2021  | Évreux VB                                                | Saint-Dié-des-Vosges VB                                  | Sens Volley 89                                           |
| 2022  | Levallois SC                                             | Istres OPVB                                              | Saint-Dié-des-Vosges VB                                  |
| 2023  | Quimper Volley 29 (2)                                    | Bordeaux-Mérignac Volley                                 | Saint-Dié-des-Vosges VB                                  |

| Année | Champion Access          | Vice-champion Access    | Champion Amateur | Vice-champion Amateur |
| ----- | ------------------------ | ----------------------- | ---------------- | --------------------- |
| 2024  | Bordeaux-Mérignac Volley | Saint-Dié-des-Vosges VB | VC Valenciennes  | Stade laurentin       |

| Année | Champion                         | Vice-champion      | 3e                        |
| ----- | -------------------------------- | ------------------ | ------------------------- |
| 2025  | Saint-Dié-des-Vosges Volley-ball | Évreux Volley-ball | Volley-Ball Pays Viennois |

| Année | Champion Poule Haute | Vice-champion Poule Haute | Champion Poule Basse | Vice-champion Poule Basse |
| ----- | -------------------- | ------------------------- | -------------------- | ------------------------- |
| 2026  | -                    | -                         | -                    | -                         |

## Saison 2022-2023
| Poule A - Évreux Volley-ball - Saint-Dié-des-Vosges Volley-ball - Rennes Étudiants Club Volley - Bordeaux-Mérignac Volley - Quimper Volley 29 - Institut fédéral de volley-ball - Halluin Volley Métropole - Club sportif municipal de Clamart |  | Poule B - Istres Ouest Provence Volley-Ball - Municipal olympique Mougins Volley-ball - Volley Club harnésien - Sens Volley 89 - VB Stade Laurentin - Stella Étoile sportive Calais - Volley-ball Romanais - Étudiants Club Orléanais (EC Orléans) |

## Saison 2021-2022
| Poule A - Levallois Sporting Club Volley-ball - Istres Ouest Provence Volley-Ball - Rennes Étudiants Club Volley - Sens Volley 89 - Bordeaux-Mérignac Volley - Stella Étoile sportive Calais - Vitrolles Sports Volley-Ball - Nîmes Volley-Ball |  | Poule B - Saint-Dié-des-Vosges Volley-ball - Municipal olympique Mougins Volley-ball - Volley Club harnésien - Quimper Volley 29 - VB Stade Laurentin - Club sportif municipal de Clamart - AS Monaco - Institut fédéral de volley-ball |